# Знамените личности Лесковца и околине
- Никола Скобаљић — војвода Ђурђа Бранковића, 1454. године код Бање потукао до ногу турску војску
- Цветко Поповић-Врановачки — обер-кнез, вођа устаника у Јабланици, 1807. године
- Илија Петровић Стреља — један од истакнутијих Карађорђевих војвода, вођа лесковачких устаника из 1807. године
- Сава Дедобарац — саборац Илије Петровића Стреље, један од вођа устаника
- поп Симон — један од вођа устаника у Лесковачкој нахији током Милојеве и Сердакове буне, 1841. године
- Доментијан Павловић — епископ Српске православне цркве
- Дамаскин Грданички — митрополит и епископ Српске православне цркве
- Жарко Рувидић — интерниста, санитетски генерал, начелник Санитетског одељења Министарства војске и морнарице Краљевине Југославије од 1936. до 1940. године
- Јован Наумовић — армијски генерал Војске Краљевине Југославије
- Александар Станковић — дивизиски генерал Војске Краљевине Југославије
- Јосиф Костић — армијски генерал Војске Краљевине Југославије
- Звонко Марић — академик, физичар
- Милорад Митковић (из Лебана) — ортопедски хирург, професор хирургије на Медицинском факултету у Универзитета у Нишу, директор Ортопедско-трауматолошке клинике Клиничког центра Ниш, дописни члан Српске академије наука и уметности, Академије Медицинских наука СЛД-а, Председник Српске трауматолошке асоцијације, Визитинг професор у Швајцарској.
- Миодраг Стојковић — генетичар
- Предраг Марић — српски неуропсихијатар и акупунктуриста
- Нађа Марић — српски психијатар и научник
- Никола Деклева — хирург, оснивач и директор центра за хипербаричну медицину у Србији
- Јован Цекић — лекар интерниста
- др Горан Цветановић, интерниста, доктор наука, градоначелник Града Лесковца
- Жак Конфино — књижевник, лекар и преводилац
- Сергије Димитријевић — доктор правних наука, историограф, књижевник
- Сретен Динић — просветитељ, публициста и књижевник
- Раде Јовић — песник и књижевник
- Душан А. Јањић — књижевник
- Саша Хаџи Танчић — књижевник
- Драгољуб Трајковић — правник, историограф, хроничар, књижевник
- Николај Тимченко — филозоф и књижевни критичар
- Мија Кулић — писац, сатиричар
- Никола Митровић Кокан, оснивач Школе стрипа
- [Марко Стојановић, професор, сценариста, ликовни критичар, издавач
- Драгутин М. Ђорђевић — фолклорист, етнограф, протојереј ставрофор
- Јован Јовановић — правник, публициста, демограф и антрополог
- Влада Илић (из Власотинца) индустријалац, бивши градоначелник Београда
- Петар Илић — брат Владе Илића и син Косте Илића Мумџије
- Сотир Илић — брат Владе Илића и син Косте Илића Мумџије
- Михајло Николић-Сикичка — угледни трговац, председник среза Лесковачког, оснивач и управник Трговачке школе и председник Лесковачке трговачке омладине
- Димитрије Мита Теокаревић — индустријалац, народни посланик, председник лесковачке општине
- Милан Димитријевић — Министар науке СРЈ 1993—1994.
- Милентије Поповић — учесник НОБ-а, председник Савезне скупштине СФРЈ
- Младен Ћирковић — пензионисани генерал Војске Србије
- Божидар Ђорђевић Кукар — индустријалац и оснивач ХФИ Здравље
- Гмитар Обрадовић — сликар (1935—2008)
- Јована Митић — сликарка, члан УЛУПУДС-а
- Александар Димитријевић — Др психолог и доцент на Филозофском факултету у Београду
- Јован Поповић — сликар и педагог
- проф. Зорица Јоцић-Шујица — сликар, педагог и члан УО РТС-а
- Миодраг Живковић (вајар) — вајар
- Милорад Рајчевић — први Србин који је обишао свет (опклада вредна 10000 динара)
- Душан Цекић, бивши градоначелник Скопља
- Драгана Базик, архитекта и професор на Архитектонском факултету у Београду
- Никола Митровић Кокан — дизајнер, стрипар
- Јован Дискић — председник општине 1920. године
- Борисав Атанасковић — књижевник, драмски писац за децу и одрасле, глумац у Народном позоришту у Лесковцу, редитељ, драматург и уредник (1931—1994)
- Радош Церовић— војник, припадник 63. падобранске бригаде, учесник битке на Кошарама

### Глумци и филмски радници
- Сима Бунић — глумац, драматичар, редитељ, сценограф
- Гојко Митић — један од најпознатијих глумаца Источне Немачке
- Слобода Мићаловић
- Владан Савић (глумац)
- Драган Мићаловић
- Предраг Смиљковић — најпознатији по улози Тихомира Стојковића
- Бојан Димитријевић
- Миљана Гавриловић
- Драгана Мићаловић
- Борислав Здравковић — песник и позоришни критичар
- Добривоје Каписазовић — песник, приповедач, драмски писац и хумориста
- Томислав Н. Цветковић — песник, приповедач и драмски писац

### Спортске личности
- Јован Спасић — голман репрезентације Краљевине Југославије у периоду између два светска рата
- Александар Миљковић — лево крило ФК Дубочица
- Трајко Рајковић — кошаркаш репрезентативац СФРЈ
- Мирослав Марковић шахиста — велемајстор, омладински првак света
- Обрад Белошевић — кошаркашки судија
- Предраг Филиповић — атлетичар, брзо ходање
- Ненад Филиповић — брзо ходање
- Јовица Арсић — тренер
- Бојан Јанић — одбојкаш, репрезентативац
- Братислав Живковић — фудбалер, репрезентативац
- Зоран Цветановић Зока — рукометни репрезентативац
- Радомир Костић — рукометни репрезентативац
- Славиша Стојовић — рукометни репрезентативац
- Тања Манчић — репрезентативка у стоном тенису
- Добривоје Стојановић — атлетичар, маратонац
- Дејан Петковић Црни — рукометаш
- Драган Митић — дугогодишњи рукометаш РК Дубочица, касније тренер
- Бобан Ценић — фудбалер
- Марко Перовић — фудбалски репрезентативац
- Предраг Ђорђевић — фудбалер

- Иван Јовановић — фудбалер
- Ненад Лукић — фудбалски голман
- Предраг Станковић — фудбалер
- Маја Миљковић — кошаркаш, репрезентативка у селекцијама изнад 20 година
- Милош Коцић — фудбалер
- Милош Димић — кошаркаш

### Певачи, композитори и музичке групе
- Тома Здравковић — певач народне музике, боем
- Љубиша Стојановић Луис — певач
- Миодраг М. Илић — Миле Бас, композитор и текстописац
- Новица Здравковић — певач народне музике (брат Томе Здравковића)
- Душко Костић
- Александра Радосављевић
- Бубамаре (група)
- Фејат Сејдић
- Марија Митровић
- Дарко Филиповић
- Стеван Анђелковић
- Милица Павловић
- Амадеус бенд
- Тропико бенд
- Вива Романа

### Новинари, писци
- Звонимир Шимунец — новинар, глумац
- Марко Марковић — познати новинар и спортски коментатор (1935—2011)
- Миливоје Перовић — доктор правних наука, новинар и књижевник
- Александар Давинић — новинар, писац
- Воја Добријевић — новинар Политике
- Миодраг Стојановић Дунђер — новинар карикатурсита Политике Експрес
- Миленко Стојановић Мента — новинар уредник Наше речи, Радио Београда
- Драган Димитријевић — новинар уредник Наше речи, Радио Ниша, Радио Београда
- Влада Красић — новинар уредник Борба, Вечерње новости
- Тодор Мутавџић — новинар уредник Вечерњих новости, Зов, Енигма, Свет
- Златко Стевић — новинар уредник Вечерњих новости
- Милисав Маринковић — новинар
- Љубиша Динчић, новинар, књижевник
- Светолик Станковић, књижевник
- Данило Коцић — новинар, писац, историчар књижевности
- Иван Плавшић — новинар-уредник у РТС-у, певач и филантроп
- проф. др Миливоје Павловић — новинар-публициста

### Народни хероји и борци НОП Југославије
- Коста Стаменковић
- Трајко Стаменковић
- Драги Стаменковић
- Станимир Вељковић Зеле
- Владимир Ђорђевић
- Драгољуб Петровић Раде
- Светозар Драговић Тоза
- Ђурђелина Ђука Динић
- Стојан Љубић
- Воја Радић
- Петар Станковић Љуба
- Риста Антуновић Баја
- Владимир Букилић Поп Мићо
- Божидар Стојановић
- Синадин Миленовић
- Мирко Сотировић Сотир
- Благоје Николић — учесник Октобарске револуције, члан ЦК КПЈ
- Илија Грубач

### Четничке вође лесковачког краја
- Војвода Туларски — отац Марка Марковића
- Никодије Лесковачки — војвода
- Стеван Рајчевић — потпуковник, командант Јабланичког корпуса до 1943.
- Јагош Вукановић — капетан, командант Јабланичког корпуса од 1943.
- Јован Стефановић — командант Јужноморавског корпуса (до јануара 1944); мајор Ранко Стошић и капетан Боривоје Манић (шифра Луиђи) су били после на овој функцији
- Милан Роловић — мајор, командант Власинског корпуса
- Живојин Матић — поручник, командант Власотиначког корпуса (горски штаб 153)
- Страхиња Илић — потпоручник, „Лесковачки крвник”; дејствовао на подручју Бабичке горе, познат по свирепости и иновативним методама мучења Бугара и комуниста
- Иван В. Плавшић — четовођа у Топличком устанку на простору Горње Јабланице
- Вуко Плавшић — четовођа у Топличком устанку на простору Горње Јабланице

### Знаменити Роми лесковачког краја
- Амет Иде Аметовић — носилац Карађорђеве звезде са мачевима — каплар, бомбаш српске војске
- Рустем Сејдић — носилац Карађорђеве звезде са мачевима и Албанске споменице (припадник Гвозденог пука) — деда Фејата Сејдића
- Ахмед Адемовић — трубач српске војске у Првом балканском рату — носилац Карађорђеве звезде са мачевима